# جيل داف
جيل داف (بالإنجليزية: Jillian Duff)‏ هي أكاديمية بريطانية، ولدت في 1972 في بولتن في المملكة المتحدة.